# 劇場版ポケットモンスター 結晶塔の帝王 ENTEI
『劇場版ポケットモンスター 結晶塔の帝王 ENTEI』（げきじょうばんポケットモンスター けっしょうとうのていおう エンテイ）は、2000年7月8日から公開されたテレビアニメ『ポケットモンスター』の劇場版第3作である。同時上映作品は『ピチューとピカチュウ』。興行収入48億5000万円。
日本版英題は「Lord of the "UNKNOWN" Tower」。当初タイトルは「結晶塔の帝王」のみだったが、後にアンノーンを用いてENTEIと追加された。

## 概要
キャッチコピーは「誰も知らない金と銀の世界をかけろ!」。本作品で焦点が当てられたのは、ゲーム中でも謎めいた存在として登場したポケモン「アンノーン」である。この作品におけるアンノーンは、1人の孤独な少女・ミーに力を与え、彼女だけの理想を実現にする夢のパワーを与える存在である。アンノーンの力で父親役である「エンテイ」を手に入れ、架空の母としてサトシのママを誘拐し、彼女が望むことは全て実現されていく。
こうして、アンノーンが生み出す夢により現実を完全に遮断し、閉じられた世界で心の傷を癒すミーだったが、ママの救助にやって来たサトシら現実の存在と対決することになり、最終的には「夢の世界」と決別することを決意。アンノーンの力は再封印されることになる。
アンノーンと少女の理想が作り出す幻想や主要キャラクターの満遍ない活躍、親子の絆など様々な魅力が詰まった本作は劇場版第1・2作の脚本を手がけた首藤剛志、本作以降の劇場版作品の脚本を手がけることとなる園田英樹の合作脚本であり、本作以前と本作以降の個性を絶妙に取り入れた劇場版ポケットモンスターのある意味集合体的な脚本の作品である。なお、現在のプロットはほぼ首藤が製作しており、それを園田が修正したため共作となった。本作が首藤が存命中に脚本を担当した最後のポケモン映画作品となった。
時系列は第156話以降から第167話以前の間である。
本作におけるエンテイはアンノーンの力とミーの心によって生み出された幻の存在である。本物のエンテイは後にPM第261話に登場した。
20世紀最後の劇場版ポケットモンスターシリーズでもある。
『劇場版ポケットモンスター ダイヤモンド&パール ディアルガVSパルキアVSダークライ』では、異空間の存在として僅かながらアンノーンが劇場版で再び登場する。
『劇場版ポケットモンスター ミュウツーの逆襲』以来タケシがレギュラーとして復帰し、2010年の『劇場版ポケットモンスター ダイヤモンド&パール 幻影の覇者ゾロアーク』まで登場する。

## あらすじ
美しい高原の街「グリーンフィールド」に住む少女ミーはアンノーンの研究をしている父親のシュリーと共に暮らしていた。ある日、遺跡の調査をしていたシュリーがアンノーンの空間に閉じ込められてしまい、行方不明となった。父親が残した奇妙なカードをミーが並べ替えた時、「アンノーン」達が出現し、彼女の感情を感じ取り、エンテイを生み出した。声や雰囲気から父親がエンテイになって帰ってきたと思い、ミーは喜んだ。
一方、サトシたちも旅の途中でトレーナーのリンとのポケモンバトルを繰り広げ、ジョウト地方で女性が行きたい場所No.1の「グリーンフィールド」を訪れていた。突如グリーンフィールドがクリスタルで囲まれたことに困惑するサトシ達。シュリーや娘のミーが気掛かりになったオーキド博士とハナコも現場に向かい、サトシと再会した。その様子を見ていたミーは自分もママが欲しいとエンテイに願うと彼女の願いを叶えるため、ハナコを連れ去ってしまう。グリーンフィールドの結晶化が進む中、ミーはサトシ達に両親が帰ってきたから来ないようにメールが来る。それに疑問に思う一同であったがサトシはハナコを救うため、カスミやピカチュウ達と共にグリーンフィールドの中心に出来た結晶塔へ向かう。
ポケモン達の力を借り、結晶塔の潜入に成功したサトシ達は侵入したことに気づいたオーキド博士達からリンから借りたポケギアを通じ、アンノーンのことを知り、ミー達がいる塔へと目指す。その様子を見ていたハナコは正気を取り戻し、ミーが無事であることを知り、安心をする。その頃、ロケット団達も結晶塔には宝があると思い、エンテイの迎撃に遭うも運良く潜入に成功し、ミー達がいる反対側の塔へと向かう。
塔の中を進むとそこはミーのお気に入りの絵本の世界が具現した場所でそこに一人の女性がポケモンバトルを挑んできた。タケシはそれがミーの望みで出現した大人のミーであることに気づき、サトシ達を先に行かせ、ポケモンバトルに挑むもミーの空想で作り出されたポケモン達の強さに敗れてしまう。次のエリアではカスミが水ポケモン限定で自分と同じ年になったミーと勝負をすることになり、彼女も大苦戦する。
やっとの思いでハナコと再会したサトシは急いで脱出しようとするもハナコが自分の母親にならないと聞かされたショックでミーの感情が暴走し、ハナコは閉じ込められてしまう。サトシの前に現れたエンテイはサトシを追い出そうとバトルを挑み、圧倒的な強さでサトシのポケモン達を次々と倒していく。追いつめられるサトシとピカチュウの窮地を救ったのはリザフィックバレーで修行していたリザードンだった。リザードンはテレビの中継でサトシを発見し、心配になって駆けつけてきたのであった。カスミやタケシ、そして宿敵のロケット団達とも合流し、ミーを連れ出そうとするも現実を受け入れないミーの想いがアンノーンの力をさらに暴走し、再び窮地に追い込まれてしまう。サトシやハナコの必死の説得でリザードンにとどめを刺そうとするエンテイを止め、ミーは外の世界に出ることを決めた。しかし、ミーの強すぎる想いによりアンノーンは自身の力を制御できなくなり、結晶化がさらに激しさを増してしまう。エンテイはミーを救うため、全ての力をぶつけ、アンノーンの暴走を止めた。アンノーンの力が収まり、エンテイは自分のこと最後まで父親として慕ってくれたことを感謝し、彼女の夢へと帰って行った。
事件後、アンノーンが元の世界に帰ったことでシュリーは現実世界に戻ることができ、ミーと再会を果たした。

## 登場人物

### レギュラーキャラクター
詳細は個別記事かアニメ版ポケットモンスターの登場人物を参照。
サトシ
声 - 松本梨香
本作の主人公。ポケモンマスターを目指し、ジョウドリーク出場のために修行の旅を続ける少年。ミーとは親の関係で知り合いであるがミーのほうが覚えていない様子。
ピカチュウ
声 - 大谷育江
技：10まんボルト、でんこうせっか
サトシの最初のポケモン。ヌオーと対戦し、地面タイプであるため電気技を封じられるも見事勝利。エンテイとは全く通じず敗れる。
カスミ
声 - 飯塚雅弓
水ポケモンマスターを目指しサトシと共に旅をする少女。
タケシ
声 - 上田祐司
ポケモンブリーダーを志してサトシと旅をする元ニビジムリーダー。オレンジ諸島でサトシと別れてウチキド博士の助手になっていたが、ジョウト地方の旅では再びサトシと同行した。アンノーンの力で成長したミーを一足先に見破った人物でもある。
トゲピー
声 - こおろぎさとみ
カスミのポケモン。
ムサシ
声 - 林原めぐみ
ロケット団の女性団員。コジロウとニャースと共にサトシ達を追って結晶塔に潜入する。しかし、前作に続き途中でサトシ達一行を救い味方になった。
コジロウ
声 - 三木眞一郎
ロケット団の男性団員。結晶塔にお宝があると思い、二人と共に潜入するもエンテイの攻撃を受け、墜落したり、戦闘に巻き込まれそうになるなど散々だがグリーンフィールドの美しさを見惚れた。
ニャース
声 - 犬山犬子
ロケット団の一員。2足歩行して人間の言葉を喋る珍しいポケモン。今作では翻訳する場面がなく、出番も少なかったがミーが幸せになったのを見て安心した。
ソーナンス

ムサシのポケモン。登場も最初と最後だけである。
サトシのポケモン達
リザードン

技：かえんほうしゃ、ほのおのうず
サトシのポケモン。サトシと別れリザフィックバレーで修行をしていたがサトシのピンチを知り結晶塔に飛来する。本作ではモンスターボールに入っていなかったため、実質7匹目として参加した。エンテイと善戦するも追い込まれそうなところをミーに助けられ、アンノーンの暴走を止めるのに協力した。EDではサトシ達に見送られながらリザフィックバレーに戻っていった。
チコリータ
声 - かないみか
技：つるのムチ、はっぱカッター
キリンリキと対戦。サイケこうせんで混乱しそのまま敗れる。結晶塔の潜入ではフシギダネと共に協力した。
ヒノアラシ

技：かえんほうしゃ
マンキーと対戦。パワーに押されるもやる気のかえんほうしゃで見事勝利。エンテイとバトルするも、同じほのおタイプのエンテイのパワーの桁違いによって敗れる。
ワニノコ

技：みずでっぽう
グランブルと対戦。踊るようなステップでかわし、みずでっぽうで勝利。エンテイとバトルし、タイプの相性が良いもののレベルの差でパワーに押され敗北。
フシギダネ

技：つるのムチ
バタフリーと対戦。相性が悪い上に、ねむりごなで動きを封じられそのまま敗れる。結晶塔の潜入ではチコリータとつるのムチでサトシを助けた。
ヨルノズク

色違いでエイパムと対戦。飛行からの攻撃で見事勝利。潜入時も得意の飛行でサトシを助けた。

カスミのポケモン
ヒトデマン

技：みずでっぽう、こうそくスピン、たいあたり
マンタインと対戦。うずしおで動きを封じられるもこうそくスピンで脱出。
ニョロゾ

技：みずでっぽう
トサキント

技：みだれづき
キングドラと対戦。えんまくからのずつきに敗北。

タケシのポケモン
ズバット

技：ちょうおんぱ、つばさでうつ
モココと対戦。ちょうおんぱで混乱させるも全く通じず、更に相性も悪くでんきショックで敗れる。
ロコン
声 - 愛河里花子
技：かえんほうしゃ、こうそうくいどう、でんこうせっか
ヒメグマと対戦。スピードで翻弄するもパワーに押され敗れる。
イワーク

ゴマゾウと対戦。ゴマゾウのころがる一撃によって、敗れた。

### ゲストキャラクター
ミー（ミー・スノードン）
声 - 矢島晶子
グリーンフィールド出身の5歳の少女。大きな屋敷に住むお嬢様で、サトシとは親の関係で面識がある。
父親であるシュリー博士をとても慕っているが、研究のため多忙であまり長く家には居られないことを寂しがっている。
父親が調査中にいなくなったことで悲しさを堪えきれず、その心が父親の発見した石版の力と共鳴してアンノーンを呼び寄せ、エンテイを生み出して声や雰囲気から彼をパパと思い込み、街全体を結晶で包み込み、結晶塔を作り上げてしまう。サトシがハナコを連れ戻そうとした際、寂しい感情が暴走してしまい、エンテイも自分が生み出した空想の存在だと指摘されたことで心を閉ざすもサトシの必死の説得で外の世界の素晴らしさを知ったことで間違いに気付き、自身の願いを止める。
アンノーンの力により自在に外見年齢を変えることができ、幼いためにしたくてもできなかったポケモンバトルをサトシたちに挑む（ただし使うポケモンは全て空想の産物である）。
名前の由来は英語の自分を指す「I」・「MY」・「ME」から来ている。アイは、『ミュウツーの逆襲』に登場する少女の名前で使用されている。
エンディングでシュリー博士が連れてきた女性については、本作の内容を絵本形式にまとめた書籍『THIS IS ANIMATION』では病気で入院していたミーの母親という記述がある。しかし、映画内ではそのことは明確に語られておらず、顔は意図的に見えないように描写されている。
10歳のミー
カスミと戦う際、カスミの年齢に合わせ登場。5歳のミーがそのまま大きくなったような姿。
使用ポケモン
キングドラ
技：えんまく、ずつき
カスミのトサキントと対戦。えんまくからのずつきで勝利。
マンタイン
声 - 小西克幸
技：うずしお、たいあたり、とっしん
カスミのヒトデマンと対戦。うずしおでヒトデマンの動きを封じる。

18歳のミー
タケシと戦う際、タケシの年齢に合わせ登場。耳にはアンノーンの目のようなピアスをつけている。
使用ポケモン
モココ
技：でんきショック
タケシのズバットと対戦。ちょうおんぱで混乱するも、でんきショックで勝利。
ヒメグマ
技：ばくれつパンチ、みだれひっかき
タケシのロコンと対戦。ばくれつパンチで勝利。その後、エンディングにもヒメグマが登場しているが、こちらは本物である。
ゴマゾウ
技：ころがる
タケシのイワークと対戦。小さいながらもパワーがあり、ころがるによる一発で勝利。
アンノーン
今作の事件の中心となったポケモン。多数の個体が登場。ミーの空想を実体化させ、エンテイや結晶塔などを創り出す。終盤で自分たちの力を制御できなくなり、暴走するもミーを助けたいというエンテイの攻撃により暴走が止まり、元いた場所に帰っていった。
エンテイ
声 - 竹中直人（特別出演）
能力・技：火炎放射および火球、口から放つ青い光線、結晶の操作、具象化
火山ポケモン。伝説と伝えられるポケモン。本物のエンテイではなく、アンノーンの力とミーの空想により生み出された存在。声や雰囲気などが似ていたため、ミーはこのエンテイを「エンテイになって帰ってきたパパ」として見ており、エンテイ自身もミーの父親だと思っている。ミーの願いを叶えることを1番にしており、「ママが欲しい」と言ったためにハナコをさらう。最後はアンノーンの暴走を食い止め、ミーに別れを告げ、消滅する。それと共に結晶化した街も元通りになった。
シュリー博士（シュリー・スノードン）

ミーの父親。オーキド博士の元教え子の科学者で博士曰く優秀な生徒。ハナコとも旧知の仲で、若い頃の彼女に勉強を教えていた。サトシの家の冷蔵庫には若かりし頃の彼とハナコとオーキド博士の3人で写ったものと、博士の家族とハナコとサトシとオーキド博士が写った写真が貼られている。多忙ながらも可能な限り娘ミーと遊んでおりエンテイが好きなミーを喜ばすためにエンテイの真似をするなど、優しい父親でもある。
遺跡の調査中にアンノーンの空間に巻き込まれ行方不明となるが、エンディングで無事に帰されたことが判明する。ミーの母親である妻も戻り、家族で仲良く暮らしている。
リン
声 - 加藤あい（特別出演）
赤いバンダナがトレードマークの若い女性トレーナー。サトシたちがグリーンフィールドに行く途中で出会った。サトシとバトルをした後、サトシたちに同行しグリーンフィールドに向かい異変を目撃する。後にハナコを救出しに行こうとするサトシにポケギアを貸すなどサポート面で協力する。
手持ちポケモン
エイパム
声 - 小桜エツ子
リンのパートナーで普段はボールから出している。サトシとのバトルではヨルノズクと対戦し、敗北する。
グランブル
技：かみつく
サトシのワニノコと対戦。みずでっぽうで敗北。
マンキー
技：からてチョップ
サトシとのバトルではヒノアラシと対戦、かえんほうしゃによって黒焦げにされ敗北。
キリンリキ
技：ふみつけ、サイケこうせん
サトシとのバトルではチコリータと対戦、サイケこうせんで勝利。
バタフリー
技：しんぴのまもり、ねむりごな、かぜおこし
サトシのフシギダネをねむりごなで眠らせ、かぜおこしによる砂煙の爆風で勝利。
ヌオー
技：みずでっぽう
サトシのピカチュウと対戦。地面タイプであるため電気技が効かず、物理技も弾力性で受け止め優位に立つも、ブランコの勢いに乗ったピカチュウの激突で敗北。

ジョン
声 - 薬丸裕英（特別出演）
シュリー博士の助手。調査に同行するが、シュリー博士が行方不明になり、彼が発見した石版をミーの家に持ってくるが、それが結果的にグリーンフィールドの事件のきっかけとなってしまう。
デイビット
声 - 山寺宏一（特別出演）
ミーの家の執事。ミーの異変をとても心配していた。

### その他
詳細は個別記事かアニメ版ポケットモンスターの登場人物を参照。
オーキド博士
声 - 石塚運昇
ポケモン学界の権威。シュリー博士は彼の元教え子でサトシにアンノーンのことを教える。
ハナコ
声 - 豊島まさみ
サトシの母親。シュリー博士とは少女時代からの知り合いでミーとも面識がある。エンテイにさらわれ洗脳されるが、自分を助けようと向かうサトシの映像を見て正気に戻し、寂しさで心を閉ざしたミーを説得し、彼女を救った。
ケンジ
声 - 関智一
前作、サトシ達と旅をしたポケモンウォッチャーでオーキド博士の助手である少年。序盤とエンディングのみ登場する。
ジョーイ
声 - 白石文子
ジュンサー
声 - 西村ちなみ
ジーク
リザフィックバレーの管理人。お菓子を食べながら、結晶塔の映像が映し出されたTVを見ていたので、サトシのリザードンがサトシを救いに行ったのに気づかなかった。
リサ

ジークのポケモンで、サトシのリザードンの彼女。

## スタッフ
NHK子会社であるNHKエンタープライズ21が製作スタッフに名を連ねている。
- 原案 - 田尻智
- スーパーバイザー - 石原恒和
- アニメーション監修 - 小田部羊一
- エグゼクティブプロデューサー - 久保雅一、川口孝司
- プロデューサー - 吉川兆二、松追由香子、盛武源
- アニメーションプロデューサー - 奥野敏聡、神田修吉
- TVリレーションシップス - 岩田圭介、岩田牧子
- アシスタントプロデューサー - 福田剛士
- デスク - 藁科久美子、高梨志帆
- 脚本 - 首藤剛志、園田英樹
- 絵コンテ - 湯山邦彦、毛利和昭、辻初樹
- 演出 - 日高政光、須藤典彦
- 演出協力 - 村田和也、有冨興二
- キャラクター原案 - 杉森建、藤原基史、森本茂樹、吉田宏信、太田敏、西田敦子、斉藤むねお、吉川玲奈
- 設定協力 - 陣内弘之、川村久仁美、野本岳志
- キャラクターデザイン - 一石小百合、松原徳弘、香川久
- デザインワークス - 近永健一、ゴトウマサユキ、志田ただし、西中康弘
- 総作画監督 - 香川久
- 作画監督 - 一石小百合、松原徳弘、田口広一、伊藤嘉之、池田和美、福本勝、つなきあき、玉川明洋、佐藤雅将
- 動画チェック - 榎本富士香、齋藤徳明、大原真琴、村上えり子、中峰ちとせ、廣岡歳仁
- 色彩設計 - 吉野記通、佐藤美由紀
- 色指定 - 長尾朱美
- 検査 - 飛田ヒロミ、水巻みゆき、鈴木美穂、森山敦子、加瀬結起、米田真一
- 特殊効果 - 太田憲之
- 美術監督 - 金村勝義
- 美術監督補 - 高橋和博
- デジタルワークス - 高尾克己
- 撮影監督 - 白井久男
- CGプロデューサー - 坂美佐子
- CGスーパーバイザー - 小畑正好
- CGディレクター - 鹿住朗生、水谷貴哉、近藤潤、高橋賢太郎、小田桐里志、中村圭介
- プロダクションマネージャー - 大竹研次
- 編集 - ジェイ・フィルム（辺見俊夫、伊藤裕）
- 現像 - イマジカ
- 音楽 - 宮崎慎二
- 音楽プロデューサー - 斎藤裕二
- 一部原曲・作曲 - 増田順一
- 音響監督 - 三間雅文
- 音響プロデューサー - 南沢道義、西名武
- 制作担当 - 太田昌二、小板橋司
- 制作デスク - 岩佐がく
- 制作進行 - 西村博昭、伴武彦、児玉隆、白井賢志、亀井康輝、村元克彦、石黒けい、片貝慎
- アニメーション協力 - 動画工房、ゆめ太カンパニー、京都アニメーション、スタジオコクピット
- 製作 - 河井常吉、富山幹太郎、坂本健、宮川鑛一、福田年秀、八木正男
- アソシエイトプロデューサー - 沢辺伸政、石川博、山内克仁、並河研、紀伊高明、吉田紀之
- 制作 - 小学館プロダクション
- アニメーション制作 - OLM
- 監督 - 湯山邦彦
- 製作 - ピカチュウプロジェクト2000（小学館、テレビ東京、メディアファクトリー、任天堂、トミー、クリーチャーズ、ゲームフリーク、ジェイアール東日本企画、O.L.M、小学館プロダクション）

## 主題歌
オープニングテーマ「OK! 2000」
作詞 - 戸田昭吾 / 作曲・編曲 - たなかひろかず / 歌 - 松本梨香
歴代シリーズの中で唯一劇場用OPテーマのフルバージョンで使用された。
エンディングテーマ「虹がうまれた日」
作詞 - 戸田昭吾 / 作曲 - たなかひろかず / 編曲 - 鳥山雄司 / 歌 - 森公美子
一部がカットされて使用されているため、アウトロが異なっている。

## 映像ソフト化
- 本編のDVDとビデオは、2001年7月7日発売。アドバンスムービーは2005年12月1日発売[7]。
- 映画10周年を記念して発売された「劇場版ポケットモンスター PIKACHU THE MOVIE BOX 1998-2002」に収録されている。

## 受賞歴
- 第18回ゴールデングロス賞最優秀金賞[8]

## 幻の第3作
実は本作以前に首藤が半年をかけて作ったプロット、もう一つの劇場版ポケットモンスター第3作の存在があった。それは劇場版第1作の「自己存在」、第2作の「共存」に続く「自分の生きている世界は何なのか?」というものである。このプロットはかつて首藤が執筆したアニメ小説版『ポケットモンスター The Animation』で明かされた世界観の元で書かれている。
物語は、人間とポケモン以外の動物がいないはずのアニメポケモンの世界で、ティラノサウルスの化石が発見されるという事件から始まる。この発見にポケモン学会は大騒ぎになり、やがて学者達は自分達の住む世界に何か秘密があるのではと疑問を抱き始める。しかし例のティラノサウルスの化石に意思が宿り、動き始め暴走してしまう。サトシ達やロケット団、世界中の人間やポケモン達がティラノサウルスを食い止めようとする。ラストでティラノサウルスはとある場所で動かなくなり、人々は「一体あれはなんだったのか」「自分達の住む世界は、一体どんな世界なんだろう」と視聴者に問題を投げかける形で幕を閉じる。